# Cephalacanthus
- Commons
- Wikispecies

Cephalacanthus Lindau, segundo o Sistema APG II, é um gênero botânico da família Acanthaceae, natural do Peru.

## Espécie
O gênero apresenta uma única espécie:
- Cephalacanthus maculatus Lindau
- «Lista das espécies»

## Nome e referências
Cephalacanthus Lindau, 1905.

## Classificação do gênero
| Sistema | Classificação                       | Referência            |
| ------- | ----------------------------------- | --------------------- |
| APG II  | Ordem Lamiales, família Acanthaceae | APweb, versão 9, 2008 |